# 武社国造
武社国造（むさのくにのみやつこ・むさこくぞう）は、後の令制国の上総国武射郡、現在の千葉県山武市と山武郡芝山町および横芝光町付近を支配した国造。

## 解説
武社は、武射あるいは牟邪とも記し、『古事記』孝昭天皇の段では、孝昭天皇の第1皇子天足彦国押人命を牟邪臣の祖とし、『先代旧事本紀』「国造本紀」には、成務天皇の御世に、和邇氏祖彦意祁都命の孫の彦忍人命を武社国造に定めたとある。また、和邇氏系図でも、彦忍人命を武社国造と記し、和邇氏を武社国造や春日氏の祖としており、和邇氏と同祖と称し臣というカバネを有するのは、東国の国造では他に例がない。
領域とされる後の武射郡は、上総国の北端に突き出ており下総国の一部のように思われるほどである。にもかかわらず上総国の一角に組み込まれているのはそれなりの歴史的、地理的な理由があるとされ、開拓が黒潮にのって太平洋側から進められたためともされている。
奈良時代の、『続日本紀』神護景雲3年（769年）3月13日の条に、武射臣を与えられた陸奥国牡鹿郡の春日部奥麻呂の名がみえ、伊甚屯倉や当国造ゆかりの人物とされる。

## 国造制の展開

### 6世紀前葉まで
全都道府県中最多の前方後円墳が確認されている千葉県にあって、ヤマト王権において最高の地位を占める臣というカバネを有した武社国造ではあるが、6世紀前葉までは領域に目立った古墳などは築造されていなかった。しかし、その後6世紀後半に大規模な古墳の築造が始まり、急速に数多くの古墳が築造されるようになった。また、上海上国造と下海上国造の領域の間に当国造の領域が入っていることから、房総の国造制の展開としては少なくとも2段階あったとされ、5世紀以前千葉県中部から茨城県、埼玉県、東京都にかけての一帯を支配した大海上国ともいうべき勢力圏があったが、6世紀に畿内の大王の有力な外戚和邇氏の一族である当国造が進出、大海上国は上海上国造と下海上国造に分割され衰退したとする考えもある。

### 古墳造営の最盛期
6世紀後半に本格的な築造が始まった武社国の古墳は、数の多さとともに、埴輪列が原位置を保ったまま完存していた稀有な例であり学術上の価値が高いとされる芝山古墳群や、他に例を見ない金銅製刀子鞘や金銅製巾着形容器を出土した蕪木古墳群、三重の周航を巡らし終末期の古墳としては日本最大とされる大堤権現塚古墳など、傑出した前方後円墳が築造されており、短期間の築造とは考えにくいことから、畿内における終焉後の7世紀にはいっても前方後円墳が築造され続けていた、とするのが通説だった。

### 前方後円墳の終焉
この地域に限らず、6世紀から7世紀にかけて関東地方では畿内を凌ぐ古墳が造営され、前方後円墳終焉後の方墳や円墳については大王陵を凌駕するものもあるが、その詳細については必ずしも明らかにはなってはいなかった。その中で当国造の領域にある終末期の大型方墳とみられる駄ノ塚古墳は特に重視され、1985年から国立歴史民俗博物館による発掘調査が行われた。この発掘調査の成果のひとつに造営時期を西暦610年代に特定できたことがある。
駄ノ塚古墳は、九十九里浜に注ぐ作田川（成東川）の上流東岸に営まれた板附古墳群を構成する古墳のひとつで、西ノ台古墳と不動塚古墳に続いて造営され、その後駄ノ塚西古墳が造営されたものとされている。そして、北東の境川東岸には胡麻手台16号墳を擁する胡麻手台古墳群があり、さらに東の木戸川の中流東岸には大堤・蕪木古墳群が、上流東岸には小池・芝山古墳群があって、この地域には後期から終末期にかけての多くの前方後円墳が存在している。前方後円墳以後の方墳とされる駄ノ塚古墳の造営時期が特定されたことで、これらの古墳の造営時期も見直され、現在では（一部7世紀初頭の造営とされるものもあるものの）6世紀末をもって、日本全国一斉に前方後円墳の築造が停止されたと考えられるようになった。
また、板附古墳群、胡麻手台古墳群、大堤・蕪木古墳群、小池・芝山古墳群の4つの古墳群については、同時進行的に古墳が造営されたものとされ、この地域にはこの時期大型の前方後円墳を造営した4つの勢力が存在し、駄ノ塚古墳が造営された7世紀初めに1つの勢力に収斂し、国造制から律令制の成立に向かったことがうかがわれる。このことは当国造に限らず、同じく終末期の大型方墳を築造した須恵国造、馬来田国造、印波国造、上毛野国造も同様であり、墳形は異なるものの大型円墳を築造した无邪志国造や下毛野国造にも当てはまると考えられている。